# Storingsrekening
Storingsrekening of perturbatietheorie is een wiskundige discipline die zich bezighoudt met het zoeken van benaderende oplossingen van problemen die niet exact opgelost kunnen worden. Als zo'n probleem beschreven kan worden door een kleine storingsterm toe te voegen aan een verwant probleem dat wel exact oplosbaar is, wordt als uitgangspunt voor de benadering de exacte oplossing genomen van het verwante probleem. Typisch gaat het om een probleem dat niet exact kan worden opgelost omdat het te moeilijk is, of omdat een exacte oplossing zelfs principieel niet mogelijk is. Storingsrekening laat soms toe de oplossing van een probleem te construeren met toenemende precisie, mits men over voldoende tijd en rekenkracht beschikt.
In veel gevallen vormen de opeenvolgende benaderingstermen een divergerende machtreeks in de storingsparameter. Zo'n rij vormt dan een goede benadering voor kleine waarden van de storingsparameter als een vast aantal termen wordt meegenomen. In zo'n geval kan men vaak hersommatietechnieken gebruiken zoals Borel-hersommatie om de hele divergerende storingsreeks bij benadering te sommeren en op die manier het gedrag van de oplossing te kunnen bepalen voor grote waarden van de storingsparameter.

## Formulering
De volledige oplossing {\displaystyle A} van het probleem kan benaderd worden door een formele machtreeks in de (kleine) storingsparameter {\displaystyle \varepsilon }:
{\displaystyle A=A_{0}+\varepsilon A_{1}+\varepsilon ^{2}A_{2}+\ldots }
Daarin is {\displaystyle A_{0}} de exacte oplossing van het verwante probleem en vormen {\displaystyle A_{1},A_{2},\dots } successievelijke benaderingen die door een systematische procedure gevonden worden. Doordat {\displaystyle \varepsilon } klein is, worden de hoger-ordebenaderingen steeds minder belangrijk. In veel gevallen volstaat het voor een goede benadering slechts de eerste twee termen mee te nemen:
{\displaystyle A\approx A_{0}+\varepsilon A_{1}}
Een bijzonder grote klasse problemen die typisch worden opgelost met perturbatietheorie, zijn differentiaalvergelijkingen. Veel problemen, uit bijna alle takken van de exacte wetenschappen, geven aanleiding tot dit soort vergelijkingen. Voorbeelden zijn: de beweging van hemellichamen, de tijdsevolutie in thermodynamische systemen en de beschrijving van kwantummechanica.
Er zijn ook veel systemen die, indien perturbatietheorie wordt toegepast, aanleiding geven tot gelijksoortige vergelijkingen. Meer precies is de alomtegenwoordigheid van golven en oscillatiepatronen in de natuur, de economie, de ecologie, en andere vakgebieden terug te brengen tot het feit dat veel van deze systemen (tot op eerste orde in de perturbatieparameter {\displaystyle \epsilon }) aan hetzelfde type vergelijking voldoen.

## Voorbeeld
De differentiaalvergelijking van een trilling met wrijving is:
{\displaystyle {\ddot {x}}+\varepsilon {\dot {x}}^{2}+x=0,}
met als beginvoorwaarden:
{\displaystyle x(0)=1}
{\displaystyle {\dot {x}}(0)=0}
Deze vergelijking, met de wrijvingscoëfficiënt ε als (kleine) storingsparameter, kan met storingrekening benaderd opgelost worden. De vergelijking kan verkregen worden uit de  exact oplosbare differentiaalvergelijking voor de harmonische trilling  
{\displaystyle {\ddot {x}}+x=0,}
door toevoeging van de storingsterm
{\displaystyle \varepsilon {\dot {x}}^{2}.}
Een eerste-ordebenadering van de oplossing is:
{\displaystyle x=x_{0}+\varepsilon x_{1}.}
Door invullen in de differentiaalvergelijking ontstaat:
{\displaystyle {\ddot {x}}_{0}+\varepsilon \ {\ddot {x}}_{1}+\varepsilon {\dot {x}}_{0}^{2}+2\varepsilon ^{2}{\dot {x}}_{0}{\dot {x}}_{1}+\varepsilon ^{3}{\dot {x}}_{1}^{2}+x_{0}+\varepsilon x_{1}=0.}
In eerste orde levert dit dat de coëfficiënten van ε° en ε¹ gelijk moeten zijn aan 0. Voor ε° levert dat:
{\displaystyle {\ddot {x}}_{0}+x_{0}=0}
en voor de beginvoorwaarden:
{\displaystyle x_{0}(0)=1}
{\displaystyle {\dot {x}}_{0}(0)=0}
met als oplossing:
{\displaystyle x_{0}(t)=\cos(t)}
Voor ε¹ levert dat:
{\displaystyle {\ddot {x}}_{1}+x_{1}=-{\dot {x}}_{0}^{2}}
en voor de beginvoorwaarden:
{\displaystyle x_{1}(0)=0}
{\displaystyle {\dot {x}}_{1}(0)=0}.
Dus:
{\displaystyle {\ddot {x}}_{1}+x_{1}=-\sin ^{2}(t)}
met als oplossing:
{\displaystyle x_{1}(t)=-{\tfrac {1}{3}}(\cos(t)-1)^{2}}
zodat in eerste orde de benaderde oplossing wordt:
{\displaystyle x(t)=x_{0}(t)+\varepsilon x_{1}(t)=\cos(t)-{\tfrac {1}{3}}\varepsilon \left(\cos(t)-1\right)^{2}}.
Om een benadering van tweede orde te krijgen, stellen we:
{\displaystyle x=x_{0}+\varepsilon x_{1}+\varepsilon ^{2}x_{2}}.
Invullen in de differentiaalvergelijking levert weer de bovengenoemde vergelijkingen voor {\displaystyle x_{0}} en {\displaystyle x_{1}}. Voor {\displaystyle x_{2}} krijgen we door nulstellen van de coëfficiënt van ε²:
{\displaystyle {\ddot {x}}_{2}+x_{2}=-2{\dot {x}}_{0}{\dot {x}}_{1}={\tfrac {4}{3}}\sin ^{2}(t)(\cos(t)-1)}